# Martin Lancaster
Harold Martin Lancaster (Contea di Wayne, 24 marzo 1943) è un politico statunitense, membro della Camera dei Rappresentanti per lo stato della Carolina del Nord dal 1987 al 1995 e collaboratore dell'amministrazione Clinton.

## Biografia
Nato e cresciuto nella contea di Wayne, Lancaster frequentò l'Università della Carolina del Nord a Chapel Hill e si laureò in legge. Successivamente si arruolò in marina e prestò servizio nel Vietnam per oltre un anno.
Dopo il servizio militare, Lancaster svolse la professione di avvocato fondando uno studio legale con un amico e nel frattempo si dedicò alla politica, aderendo al Partito Democratico. Nel 1978 Lancaster venne eletto all'interno della legislatura statale della Carolina del Nord e vi rimase fino al 1986, anno in cui si candidò alla Camera dei Rappresentanti, riuscendo ad essere eletto.
Lancaster venne riconfermato facilmente per altri tre mandati, finché nel 1994 si trovò a dover affrontare una dura campagna elettorale contro il repubblicano Walter B. Jones, figlio di Walter B. Jones, Sr., un ex deputato del Partito Democratico. Lancaster ebbe grosse difficoltà nel contrastare Jones, anche perché in quell'anno i repubblicani ottennero un enorme successo elettorale (passato alla storia con il nome di "rivoluzione repubblicana") e riconquistarono la maggioranza al Congresso. In particolare Lancaster venne accusato da Jones di avere rapporti troppo stretti con l'allora Presidente Bill Clinton, che non godeva di buona popolarità nel distretto rappresentato dal deputato democratico. Alla fine della battaglia elettorale, Lancaster rimase vittima della rivoluzione repubblicana e venne sconfitto da Jones con un margine di scarto pari a ben undici punti percentuali.
Dopo aver lasciato il seggio, entrò a far parte dell'amministrazione Clinton, venendo nominato Assistente Segretario dell'Esercito (Lavori Civili). Lancaster lasciò il posto l'anno seguente, per accettare l'incarico di presidente del North Carolina Community College System che mantenne per undici anni.